# ホウ酸トリエチル
ホウ酸トリエチル (Triethyl borate)は、無色で引火性の液体で、化学式はB(C2H5O)3である。ホウ酸とエタノールのエステルである。
-85℃で融解し、118℃で沸騰する。引火点は11℃である。消防法による第4類危険物 第1石油類に該当する。
緑色の炎を上げて燃え（ホウ素の炎色反応）、エタノール溶液は、特殊効果や花火に用いられる。
酸触媒下、ホウ酸とエタノールを反応させることにより得られ、次の反応式に従って平衡状態になる。
B(OH)3 + 3 C2H5OH  (C2H5O)3B + 3 H2O
正反応の速度を増すために、生成された水を共沸蒸留または吸着によって反応系から除く必要がある。ろう、樹脂、塗料、ニス等の溶媒や触媒として用いられる。また紡績業における難燃剤の成分や溶接における融剤として用いられる。